# Kisbér (district)
Het District Kisbér ( Kisbéri járás) is een district (Hongaars: járás) in het Hongaarse comitaat Komárom-Esztergom. De hoofdstad is Kisbér. 

## Plaatsen
- Kisbér
- Ácsteszér
- Aka
- Ászár
- Bakonybánk
- Bakonysárkány
- Bakonyszombathely
- Bársonyos
- Császár
- Csatka
- Csép
- Ete
- Kerékteleki
- Réde
- Súr
- Tárkány
- Vérteskethely